# Kayagatasati Sutta
Kāyagatāsati Sutta är den 119:e sutran (pali sutta; sanskrit sutra) i  Majjhima Nikāya, den andra av de fem nikayor, eller samlingar, som ingår i Sutta-pitaka. Sutran ingår i nikayans tredje och avslutande del, Uparipaṇṇāsapāḷi, i vaggan Anupada Vagga. Denna sutra kan ses som en kompletterande beskrivning till sutra nr 118 Ānāpānasati Sutta, då den behandlar mindfulness, men genom kontemplation, istället för genom ānāpānasati.

## Sutrans innehåll och struktur[2]
Kāyagatāsati Sutta beskriver behovet av en ständig medvetenhet om kroppens position:
| ” | När jag går, säger munken, ”så går jag”. När jag står, säger han, ”så står jag”. När jag sitter, säger han, ”så sitter jag”. När jag ligger ner, säger munken, ”så ligger jag ner”. | „ |

Sutran beskriver övningar kring Patikulamanasikara, “reflektioner om det frånstötande med kroppen”. I den här typen av buddhistisk meditation reflekterar den mediterande på olika delar av kroppen, naglar, hår, organ, kroppsvätskor, och deras orenhet. Tekniken kallas asubha saññā. Kroppen delas in i 32 olika delar som meditatören kan reflektera över.
Sutran rekommenderar också att meditera om kroppens obeständighet och död genom att kontemplera över människoliv i olika stadier av förruttnelse. Att se en kropp på begravningsplatsen och koppla det till sin egen kropp, att den är av samma natur och ska gå samma oundvikliga öde till mötes.
Sutran beskriver därefter de första fyra nivåerna i jhana som meditatören når genom meditation, som kallas rupajhana.
Sutran avslutas med en beskrivning av de tio förmågor som mindfulness i förlängningen kan ge: Att övervinna missnöje och glädje, att övervinna fruktan, att stå emot smärta, temperatur och elementen, att nå de fyra meditationstillstånden i Dhyana (enligt palikanonen), att få "övernaturliga krafter" (t.ex. att gå på vatten och att gå genom väggar), övernaturlig hörsel, psykiska krafter, att minnas tidigare liv, att "se med det gudomliga ögat" och att bli fullt medveten.